# Vilim Frančić
Vilim Frančić (ur. 1 maja 1896 w Daruvarze, zm. 16 września 1978 w Krakowie) – chorwacki slawista, profesor Uniwersytetu Jagiellońskiego.

## Życiorys

### Okres międzywojenny
Syn Gjuro (Juraja), kolejarza, i Josipy z domu Budalek. Uczył się w gimnazjum w Podgórzu. Od 1911 należał do skautingu. Podczas I wojny światowej, w latach 1914–1915 jako ochotnik służył w II Brygadzie Legionów Polskich, uzyskując stopień plutonowego. Ranny w bitwie został zwolniony z wojska. W 1916 zdał maturę w Gimnazjum św. Anny. Studia polonistyczne, slawistyczne oraz germanistyczne rozpoczął na Uniwersytecie Jagiellońskim. Doktorat z filozofii uzyskał w Uniwersytecie Jagiellońskim w 1924 na podstawie rozprawy Pieśni serbskie o Kosowym Polu i ich dzieje w Polsce oraz został lektorem języka chorwackiego na Uniwersytecie Jagiellońskim. W okresie międzywojennym w zagrzebskim czasopiśmie „Obzor” opublikował kilka artykułów o Polsce. Jednocześnie pisał w polskiej prasie o Słowianach Południowych oraz wygłaszał w krakowskim radiu audycje o pisarzach chorwackich. W latach 1924–1939 działał jako sekretarz Towarzystwa Przyjaźni Polsko-Jugosłowiańskiej w Katowicach.
W okresie międzywojennym pracował jako dyrektor Szkoły Handlowej w Proszowicach, był nauczycielem języka polskiego w Królewskiej Hucie, dyrektorem gimnazjum w Katowicach i wizytatorem szkół średnich okręgu krakowskiego.

### II wojna światowa
W nazistowskiej operacji Sonderaktion Krakau w roku 1939 został aresztowany razem z naukowcami krakowskich szkół wyższych i wywieziony w obozu koncentracyjnego w Sachsenhausen, gdzie został wybrany przez swoich kolegów (współwięźniów) na „męża zaufania”. Po uwolnieniu wraz z Ivo Andriciem starał się o zwolnienie z obozu pozostałych profesorów.
W czasie wojny troszczył się o zwolnionych z obozu profesorów i nauczycieli, którzy uciekli z Warszawy. Uczestniczył w tajnym nauczaniu.

### Działalność po wojnie
Po wojnie kontynuował pracę na Uniwersytecie Jagiellońskim: wykładał gramatykę opisową i historię języka serbsko-chorwackiego w latach 1946–1971. Intensywnie pracował nad nawiązaniem kontaktów chorwacko-polskich w latach 1945–1948. W roku 1948 doszło do zerwania współpracy między krajami. Frančić popadł wówczas w niełaskę władz. Po złagodzeniu stosunków w roku 1956 kontynuował przerwaną współpracę z chorwackimi kolegami. W czerwcu 1961 habilitował się na podstawie pracy Budowa serbochorwackich kolektywów. Uczestniczył w kilku seminariach dla slawistów zagranicznych organizowanych przez Wydział Filozoficzny Uniwersytetu Zagrzebskiego. Był laureatem wielu nagród.
Ożeniony w 1925 z Kazimierą Zamojską (1898–1976), miał dwoje dzieci: córka Maja była farmaceutką, syn Mirosław - historykiem, profesorem UJ.
Zmarł w Krakowie, spoczął obok żony na cmentarzu Rakowickim (kwatera GC-8-15).

### Prace
Opublikował wiele prac z dziedziny kroatystyki. Do jego najwybitniejszych dzieł należą dwutomowy Słownik serbsko-chorwacko-polski oraz Gramatyka opisowa języka serbo-chorwackiego.

## Ordery i odznaczenia
- Krzyż Kawalerski Orderu Odrodzenia Polski
- Krzyż Niepodległości (25 lipca 1933)[3]
- Krzyż Oświęcimski (pośmiertnie)
- Krzyż Legionowy
- Medal 10-lecia Polski Ludowej (15 stycznia 1955)[4]
- Odznaka 1000-lecia Państwa Polskiego
- Odznaka tytułu honorowego „Zasłużony Nauczyciel PRL”
- Odznaka Grunwaldzka
- Złota Odznaka ZNP
- Złota Odznaka „Za Pracę Społeczną dla miasta Krakowa” (27 października 1969)[5]
- Krzyż Oficerski Orderu Świętego Sawy (Jugosławia)
- Order Sztandaru ze Złotym Wieńcem (Jugosławia)

Źródło:.